# Asota
Asota is een geslacht van vlinders uit de familie van de spinneruilen (Erebidae).

## Soorten
- A. albiformis Swinhoe, 1892
- A. albiluna Rothschild, 1899
- A. albivena Walker, 1864
- A. alienata Walker, 1864
- A. anawa Swinhoe, 1903
- A. antennalis Rothschild, 1897
- A. australis Boisduval, 1832
- A. avacta Swinhoe, 1892
- A. belophora West, 1932
- A. borbonica (Boisduval, 1833)
- A. brunnescens nieuwenhius?, 1948
- A. buruensis Zwier, 2010
- A. caledonica Holloway, 1979
- A. canaraica Moore, 1878
- A. caricae Fabricius, 1775
- A. celebensis Tams, 1935
- A. cincta Rothschild, 1897
- A. circularis Reich, 1938
- A. clara Butler, 1875
- A. comorana (Aurivillius, 1909)
- A. concinnula (Mabille, 1878)
- A. concolora (Swinhoe, 1903)
- A. contorta Aurivillius, 1894
- A. chionea (Mabille, 1878)
- A. darsania Druce, 1894
- A. diana Butler, 1887
- A. diastropha (Prout, 1918)
- A. dohertyi Rothschild, 1897
- A. egens Walker, 1854
- A. extincta Reich, 1932
- A. fereunicolor (de Toulgoët, 1972)
- A. ficus Fabricius, 1775
- A. fulvia Donovan, 1805
- A. heliconia Linnaeus, 1758
- A. heliconioides Moore, 1878
- A. henschkei Hulstaert, 1924
- A. iodamia Herrich-Schäffer, 1854
- A. isthmia Walker, 1856

- A. javana Cramer, 1780
- A. kageri Kobes, 1983
- A. kinabaluensis Rothschild, 1896
- A. latiradia Swinhoe, 1905
- A. monycha Cramer, 1780
- A. nervosa Rothschild & Jordan, 1901
- A. novohibernica Pagenstecher, 1900
- A. orbona Vollenhoven, 1863
- A. paliura Swinhoe, 1893
- A. paphos Fabricius, 1787
- A. plagiata Walker, 1854
- A. plaginota Butler, 1875
- A. plana Walker, 1854
- A. producta Butler, 1875
- A. radiata Matsumura, 1911
- A. sericea Moore, 1878
- A. spadix Swinhoe, 1901
- A. speciosa (Drury, 1773)
- A. strigosa Boisduval, 1832
- A. subsimilis Walker, 1864
- A. suffusa Snellen, 1891
- A. sulamangoliensis Zwier, 2010
- A. talboti Prout, 1920
- A. tigrina Butler, 1882
- A. tinacria Semper, 1899
- A. tortuosa Moore, 1872
- A. unicolor Hagen, 1903
- A. venalba Moore, 1877
- A. versicolor Fabricius, 1793
- A. wollastoni Rothschild, 1915
- A. woodfordi Druce, 1888